# Are You That Somebody?
Are You That Somebody è un singolo della cantante statunitense Aaliyah,  pubblicato nel 1998 e facente parte della colonna sonora del film Il dottor Dolittle.

## Descrizione
Il brano è stato scritto da Static Major e prodotto da Timbaland. Esso segna infatti l'inizio di una fruttuosa e duratura collaborazione tra i tre artisti. Inoltre è il primo brano dove Timbaland non si limita a produrre la base, ma appare anche in due strofe rap, nell'intro e nel ponte tra due ritornelli (nonostante il suo nome non viene mai citato come featuring, né sulla copertina del singolo né sugli album dove è presente la canzone).
La canzone è inoltre una delle più dimostrative della genialità sperimentale del produttore, che inserisce nella sua musica elementi extra-musicali quali versi di animali o suoni di clacson. In questo caso è stato utilizzato un campione della risata di Aaliyah di quando era neonata, preso dai video familiari della cantante.
Il testo parla di una ragazza che sente il bisogno di avere un compagno al proprio fianco, e si chiede se il ragazzo che si trova nella sua vita in quel momento sia davvero l'uomo della sua vita; spera che sia fedele e responsabile, e questa richiesta onesta e diretta al partner viene giustificata dal doversi guardare le spalle. Ma la ragazza in questione non è in una situazione qualunque: si potrebbe trattare in realtà di una ragazza madre single che rivela i suoi sentimenti e bisogni segreti a un uomo, e che gli dà appuntamenti in segreto per non essere vista e giudicata dagli altri.

## Video musicale
Il video della canzone è stato diretto da Mark Gerard e girato al Griffith Park di Los Angeles in una caverna. Il video inizia con una sorta di duello tra uomini e donne: Aaliyah si trova con delle amiche nella caverna e quando percepisce l'imminente arrivo di Timbaland e altri ragazzi con delle moto, attiva con l'aiuto delle altre ragazze l'ologramma di un'enorme porta di metallo all'entrata della caverna. Timbaland e gli altri si bloccano davanti all'apparizione dell'ologramma e quando si rendono conto che non è reale l'attraversano con le moto.
Durante il video la cantante ha un falco sul braccio che poi fa volare via (per queste scene è stata preparata da falconieri professionisti): quest'azione fa molto probabilmente riferimento alla prima strofa della canzone, in cui Aaliyah dichiara di star osservando il suo uomo come un falco nel cielo guarda la sua preda.
Le complesse coreografie del video sono state curate da Fatima Robinson (coreografa di tutti i video dell'artista dal '96 in poi), compresa la scena di flamenco alla fine del video. Anche in questo video come già in altri compare il fratello della cantante, Rashad Haughton.
Il look di Aaliyah si presenta sexy e sportivo come consuetudine, anche se rispetto al passato mostra più carne, specie nella scena del flamenco dove le ballerine lasciano intravedere il tanga.

## Riconoscimenti
Il video di Are You That Somebody diventa uno dei più trasmessi nel corso del '98, tanto da classificarsi alla 3ª posizione dei video più trasmessi da MTV in quell'anno. Riceve inoltre due nomination agli MTV Video Music Awards del 1999, nelle categorie "Miglior Video R&B" (Best R&B Video) e "Miglior Video Tratto da un FIlm" (Best Video From A Movie). Il video è stato candidato anche ai NAACP Image Award come "Video Musicale d'Eccezione" (Outstanding Music Video).
Il brano, invece, è il primo di Aaliyah a ricevere una nomination ai Grammy Awards, nella categoria "Miglior Interpretazione Vocale R&B Femminile" (Best R&B Female Vocal Performance). Ha inoltre ricevuto una nomination agli MTV Movie Awards come "Miglior Canzone tratta da un Film" (Best Song From a Movie) e due ai Soul Train Lady of Soul Awards come "Miglior Canzone R&B/Soul" (Best R&B/Soul Song) e "Miglior Video Musicale R&B/Soul o Rap" (Best R&B/Soul or Rap Music Video).
La rivista online Blender ha inserito la canzone nella classifica delle "500 Migliori Canzoni da Quando Sei Nato", al numero 387.
La webzine Pitchfork ha posizionato il brano al numero 8 tra le "200 Migliori Canzoni degli Anni 1990", elogiando la "genialità svitata" del produttore Timbaland e la performance "peculiarmente abile" di Aaliyah.
Anche la rivista Slant ha elogiato il brano, piazzandolo al numero 18 nella sua classifica dei "100 Migliori Singoli degli Anni 1990", definendolo "un'influente traccia degli anni '90 che si staglia come un trionfo di contrappunto ritmico"
La rivista Complex nel 2010 ha definito il brano la migliore canzone mai prodotta da Timbaland, posizionandola al primo posto in una lista di 25 brani prodotti da Timbaland. Aaliyah è presente nella classifica con altri tre brani.
VH1 ha posizionato la canzone al numero 9 nella lista delle "40 Migliori Canzoni R&B degli anni 1990".
Spin ha inserito il brano tra i "20 Migliori Singoli degli Anni 1990" al numero 18, proprio come Slant, definendola un "pas de deux a schermo panoramico tra la voce di Aaliyah e il programma di percussioni di Timbaland" e una "Singin' in the Rain R&B". La stessa rivista ha piazzato il brano alla sesta posizione tra i migliori singoli del 1998.

## Successo commerciale
Il singolo è uno dei più famosi della cantante in tutto il mondo, grazie a un notevole passaggio in radio della canzone e in tv del video. Durante la settimana del 1º agosto 1998 è arrivato al numero 1 della Billboard Hot 100 R&B/Hiphop Airplay Songs, dove è rimasto stabile per otto settimane consecutive. Nella classifica radiofonica statunitense il singolo ha raggiunto la posizione numero 4 durante la settimana del 10 ottobre 1998, rimanendovi per tre settimane consecutive. In entrambe le classifiche il singolo ha passato un totale di 30 settimane. Nella classifica Usa ARC Weekly Top 40 è addirittura arrivato al numero 2.
Nonostante il suo grande successo però nella Billboard Hot 100 la canzone si è fermata al numero 21: questo è stato dovuto al fatto che il singolo si è trovato nel bel mezzo dei cambiamenti delle metodologie adottate da Billboard per stilare le proprie classifiche. Infatti prima del dicembre 1998 Billboard non permetteva alle canzoni prive di un CD singolo fisicamente acquistabile nei negozi di entrare nella Hot 100.
Nel Regno Unito è il singolo di Aaliyah ad ottenere la posizione più alta della carriera fino a quel momento, infatti ha mancato per poco la top 10 arrivando al numero 11. Anche in Canada ha raggiunto questa posizione, diventando il singolo più di successo della cantante nel paese dopo Back & Forth, arrivato alla 10ª posizione.
Il più grande successo il singolo lo ha ottenuto indubbiamente in Nuova Zelanda, dove è arrivato al numero 1, diventando la prima e unica numero 1 e il singolo di maggior successo della cantante nel paese, restando 14 settimane in classifica e rientrando per una settimana nella top 40 nel febbraio 1999, addirittura dopo due mesi dall'uscita dalla top50. In Nuova Zelanda il singolo è stato il primo della cantante ad ottenere il disco d'oro.
Anche nei Paesi Bassi Are You That Somebody è il singolo più famoso e di successo di Aaliyah: è arrivato al numero 3 restando ben ventidue settimane in classifica (di cui dodici nella top 20), tra il 1998 e il 1999. Inoltre è l'unico singolo di Aaliyah ad aver ottenuto il disco d'oro nel paese.
Il singolo è stato un successo immediato anche in Asia, arrivando al numero 5 nella MTV Asia Hitlist, senza avere un cd singolo disponibile nei negozi, ma grazie al passaggio in radio e in tv.

## Classifiche

### Classifiche settimanali
| Classifica (1998)         | Posizione massima |
| ------------------------- | ----------------- |
| Canada                    | 11                |
| Germania                  | 31                |
| Nuova Zelanda             | 1                 |
| Paesi Bassi               | 3                 |
| Svizzera                  | 41                |
| Regno Unito               | 11                |
| Stati Uniti               | 21                |
| Stati Uniti (R&B/Hip-Hop) | 1                 |

## Cover, campionamenti e impatto mediatico
I Gossip sono soliti spesso durante i loro concerti eseguire una cover di Are You That Somebody?. A tal proposito la cantante del gruppo Beth Ditto ha dichiarato: "Era una delle canzoni che sentivo di più quando ho avuto la mia prima macchina ai tempi della scuola. Mi faceva impazzire. E così ho voluto ridare una dignità alla povera Aaliyah e alla sua canzone. Ah, devo dirti una cosa importante: quando ho sentito Are U That Somebody? ho anche capito che l'hip hop è seriamente l'unica rivoluzione musicale degli ultimi decenni".
Nel singolo Bedrock di Lil' Wayne, l'artista Hip-Hop Drake, fan dichiarato della cantante, riprende un verso di Are You That Somebody?: "I gotta watch my back 'cause I'm not just anybody" (Devo guardarmi le spalle perché non sono uno qualunque).
Il musicista inglese James Blake ha campionato il brano nella composizione della traccia CMYK tratta dall'omonimo EP. Nello stesso EP Blake ha utilizzato un campionamento di un altro singolo di Aaliyah, Try Again, per la canzone I'll Stay.
L'artista hip-hop Smoke DZA ha campionato il brano per due brani tratti dall'album K.O.N.Y. DEL 2012.
La canzone ha rivestito un ruolo importante anche nella vita di Adam Levine dei Maroon 5, che dopo averla sentita ha deciso di cambiare completamente stile musicale. "È una delle canzoni dalle sonorità più rivoluzionarie mai registrate" ha dichiarato il cantante "Abbiamo sentito questa canzone e ci siamo detti 'Wow, non c'è mai stato nulla come questo prima d'ora' ".
La rivista Vibe, nel numero speciale del marzo 2007 dedicato alla 150ª pubblicazione, ha inserito la canzone tra quelle più rappresentative degli anni delle edizioni passate della rivista. Alan Light ha definito il brano "la gemma della corona nella dinastia di Timbaland, e il momento più alto di uno dei troppi scomparsi troppo presto".
Anche Sasha Frere-Jones di The Wire ha riconosciuto l'importanza della canzone nella carriera di Aaliyah e Timbaland, definendo il brano il capolavoro del produttore fatto di "pause di mezzo secondo tra ritmo e voce che fanno sembrare la musica come se venisse sparata da un cannone di continuo".
La rivista Rolling Stone ha inserito il brano all'interno della lista dei momenti di svolta nella storia delle donne del rock, "Women who rock: Greatest Breakthrough Moments". Secondo il magazine, la canzone confermò la cantante come una degli "hit-makers di prima qualità del periodo".
Keith Harris del Rolling Stone ricorda nell'antologia musicale della rivista il brano non solo come il migliore della cantante insieme a Try Again, ma anche come uno dei pezzi R&B più stupefacenti degli anni '90.
Nel 2016 Rolling Stone ha inserito il brano nella lista delle "50 Migliori Canzoni degli anni Novanta" alla posizione numero 24. Il critico della rivista Rob Scheffield descrive il brano come "una delle dichiarazioni avanguardistiche più estreme di Timbaland" trasformata da Aaliyah "in pop genuino con la sua voce rilassata".
La cantante californiana Banks ha eseguito nel 2014 una cover acustica del brano che ha ricevuto il plauso della critica.
La webzine Complex ha inserito la canzone sia nella lista delle "50 Migliori Canzoni R&B degli anni '90" che in quella dei "50 Migliori Video R&B degli anni '90", in entrambi i casi alla posizione numero 4.

## Tracce
1. Are You That Somebody? (Album Version) – 4:27
2. Are You That Somebody? (Instrumental) – 4:26
3. Are You That Somebody? (A Cappella) – 4:26